# Joseph Werth

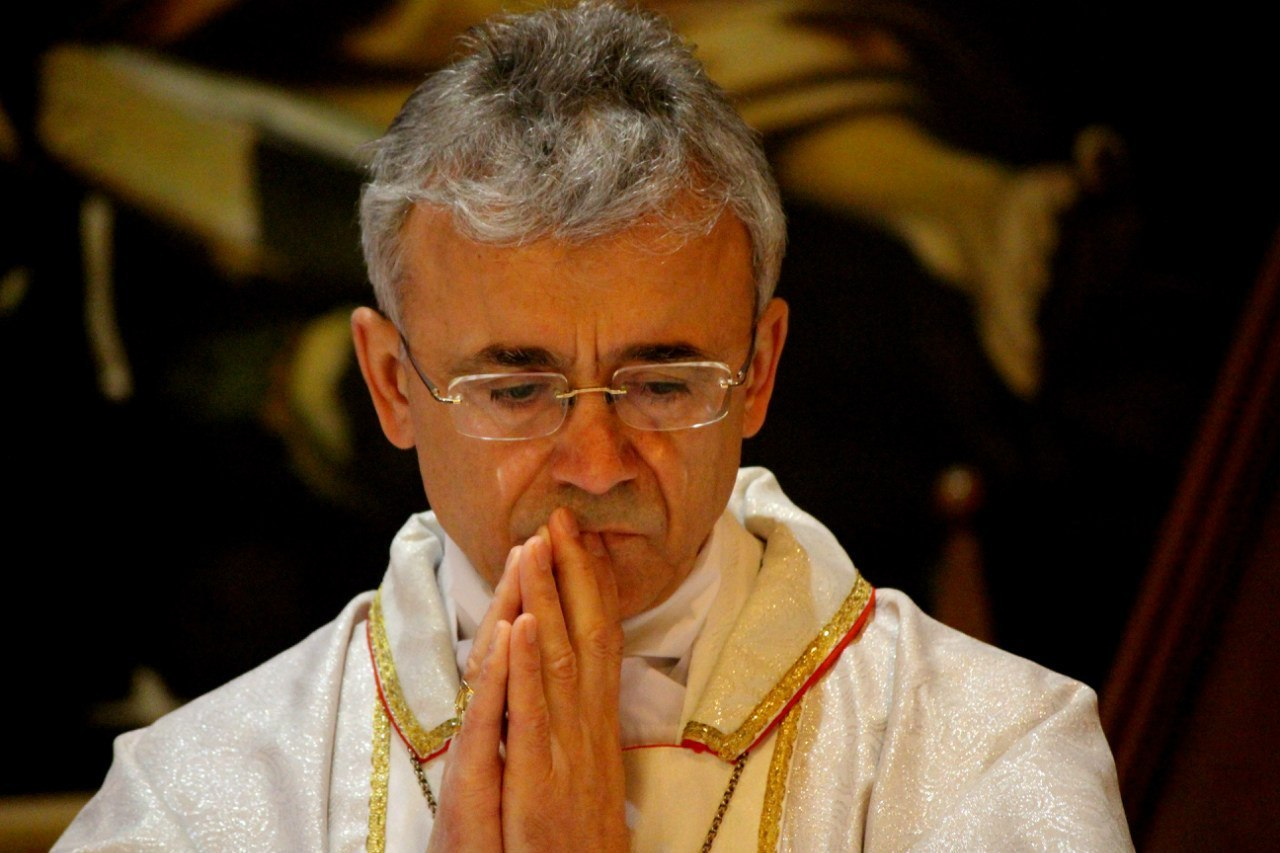
Joseph Werth (2014)

Joseph Werth S.J. (sinh 1952) là một Giám mục người Kazakhstan của Giáo hội Công giáo Rôma. Ông hiện là Giám mục chính tòa Giáo phận Transfiguration at Novosibirsk, tọa lạc tại thành phố Novosibirsk, nằm tại phía Châu Á của Nga; Phó Chủ tịch Hội đồng Giám mục Liên Bang Nga. Trước đó, ông cũng từng đảm trách nhiều vị trí khác như Giám mục Giám quản Vùng Novosibirsk, Giám mục Giám quản vùng Western Siberia và Chủ tịch Hội đồng Giám mục Liên bang Nga.

## Tiểu sử
Giám mục Joseph Werth sinh ngày 4 tháng 10 năm 1952 tại Karaganda, thuộc đất nước Kazakhstan. Sau một thời gain dài tu học theo quy định của Giáo luật, ngày 27 tháng 5 năm 1984, Phó tế Werth, 32 tuổi, tiến đến việc được truyền chức linh mục. Tân linh mục là thành viên của Dòng Tên [viết tắt S.J.].
Sau quá trình thực hiện các công việc mục vụ với tư cách là một linh mục trong vòng 7 năm, ngày 13 tháng 4 năm 1991, tin tức từ Tòa Thánh cho biết Giáo hoàng đã quyết định tuyển chọn linh mục Joseph Werth, 39 tuổi, và hàng ngũ các giám mục, cụ thể với vị trí Giám mục Giám quản Vùng Siberia và danh hiệu Giám mục Hiệu tòa Bulna. Lễ tấn phong cho vị giám mục tân cử được cử hành sau đó vào ngày 16 tháng 6 cùng năm, với phần nghi thức chính yếu của việc truyền chức được cử hành trọng thể bởi 3 giáo sĩ cấp cao. Chủ phong cho vị giám mục tân cử là  Tổng giám mục Francesco Colasuonno, Khâm sứ Tòa Thánh tại Liên bang Nga. Hai vị còn  lại trong vai trò phụ phong gồm có Giám mục Tadeusz Kondrusiewicz, Giám mục Giám quản Toàn vùng Âu châu thuộc Nga và Giám mục Juozas Tunaitis, Giám mục Phụ tá Tổng giáo phận Vilnius. Tân giám mục chọn cho mình châm ngôn:Pro Deo ecclesia et animis.
Tám năm sau đó, Giám mục Joseph Werth được Tòa Thánh cắt đặt vị trí mới là Giám quản Tông Tòa Vùng Tây Siberia. Quyết định này được công bố vào ngày 18 tháng 5 năm 1999. Sau gần ba năm, Tòa Thánh một lần nữa ra thông cáo thuyên chuyển nhiệm sở Giám mục Werth, và lần này quyết định đặt làm Giám mục chính tòa Giáo phận Transfiguration at Novosibirsk vào ngày 11 tháng 2 năm 2002.
Ngoài các chức danh chính mà Tòa Thánh bổ nhiệm, Giám mục Werth còn đảm nhận nhiều chức danh khác như Chủ tịch Hội đồng Giám mục liên bang Nga từ tháng 2 năm 2005 đến ngày 19 tháng 1 năm 2011 và Phó Chủ tịch Hội đồng này từ ngày 17 tháng 3 năm 2017.